# تالار قدیمی گینزبورو
تالار قدیمی گینزبورو در گینزبورو  ، لینکلن شایر بیش از ۵۰۰ سال قدمت دارد و یکی از عالی ترین خانه های عمارت قرون وسطایی در انگلستان می باشد. 
این سالن از طرف سر توماس برگ در سال ۱۴۶۰ درست شد. بورگ های ثروتمند، پر زرق و برق و نیرومند بودند. تالار پیشین گینزبورو نه تنها خانه آنان بود، بلکه نمایانگر ثروت و اهمیت آنان بود. بورگ خیراندیش کلیسای نیوآرک و همچنین پایه گذار خانه چنتری و صدقات در گینزبورو بود. در سال ۱۴۷۰، عمارت از طرف سر رابرت ولز به علت درگیری در خصوص زمین، موقعیت و افتخار مورد تهاجم قرار گرفت، ولی آسیب جدی ندید. در سال ۱۴۸۴ توماس از شاه ریچارد سوم در سالن خود پذیرایی نمود.  هنری هفتم قصد داشت توماس را به درجه برتری بارونی برساند، ولی نه حکم دومی صادر گردید و نه حق نوآوری.
در سال ۱۵۱۰، پسر توماس برگ، ادوارد برگ، دومین بارون برگ بعد از اینکه دیوانه اعلام شد، در تالار قدیمی زندانی شد و هرگز در مجلس اعیان شرکت ننمود. وی در سال ۱۵۲۸ فوت نمود و فرزند بزرگش توماس برگ را تحت عنوان رئیس خانواده باقی گذاشت. وی به عنوان نخستین بارون بورگ، "به طور رسمی" سوم در نظر گرفته شد. در سال ۱۵۲۹، پسر و وارث توماس، ادوارد، با کاترین پار که بعد از آن ملکه همسرش با پادشاه  هنری هشتم ازدواج نمود. این زوج تا سال ۱۵۳۰ در سالن قدیمی گینزبورو ماندگار شدند، تا هنگامی که خانه خود را در کیرتون-این-لیندزی کسب کردند.
پادشاه هنری هشتم دو سری از گینزبورو دیدار نمود: یک سری در سال ۱۵۰۹ و سری دیگر در سال ۱۵۴۱ به همراه همسر پنجمش ملکه کاترین هاوارداز آن مکان دیدار نمود. ملکه هم در گینزبورو و هم در لینکلن به بی احتیاطی متهم گردید و بعد از آن هم اعدام شد. کاترین پار که در این وقت دو سری بیوه شده بود اولین همسرش (ادوارد برگ بود که در سال ۱۵۳۳ فوت کرد)،و بعد از آن ششمین همسر هنری شد.
زمانی که توماس، پنجمین لرد برگ، بدون وارث فوت کرد، سالن در سال ۱۵۹۶ به ویلیام هیکمن، تاجری از لندن فروخته شد، که ترقی های بسیاری به اختصاص در بال شرقی انجام داد. ویلیام و مادرش رز از جان اسمیت و نهضت جدایی‌طلب پشتیبانی کردند و به آنان این  اجازه را داد که از سال ۱۶۰۳ تا وقتی که به کشورهای پست در تالار دیدار نمایند و نیایش کنند. آزادی مذهبی پیدا کنید و جنبش باپتیست را پایه گذاری نمایید. خانواده هیکمن همچنان نقش شاخصی در پیشرفت گینزبورو ایفا نمودند و بسیاری از افراد بومیاعضای پارلمان شدند. سر نویل هیکمن چندین سری در سال ۱۷۵۹ و در ۱۷۶۱ و ۱۷۶۴ جان وسلی را برای پنداشت در تالار بزرگ دعوت نمود.
در سال ۱۷۲۰ خانه جدیدی در تونوک در گوشه شهر اماده شد و تالار قدیمی خالی از جمعیت شد. در خانواده بازمانده و برای اهداف گوناگون مورد استفاده قرار گرفت.
از نظر معماری، تالار در طول سال‌ها تغییر بسیار اندکی کرده است. این ساختمان اساسا یک ساختمان قاب چوبی می باشد که شمایلی آشکار «راه راه» یا «سیاه و سفید» می دهد. در گوشه شمال شرقی یک برج آجری قرار دارد. بعداز پنجاه و نه پله صعود به قله، منظره ای باشکوه از شهر در دسترس می باشد.
در این عصر تالار با سقف چوبی زرکانه اش با آشپزخانه‌ای برجای مانده است که شاید مجموع ترین آشپزخانه قرون وسطایی در انگلستان  می باشد. آشپزخانه هنوز دارای بسیاری از ویژگی‌های مهم است، از غبیل دو شومینه روباز، هر کدام به اندازه‌ای بزرگ برای کباب کردن یک گاو، و دو اجاق نان که از طرف دودکش سوم سرو می گردد.

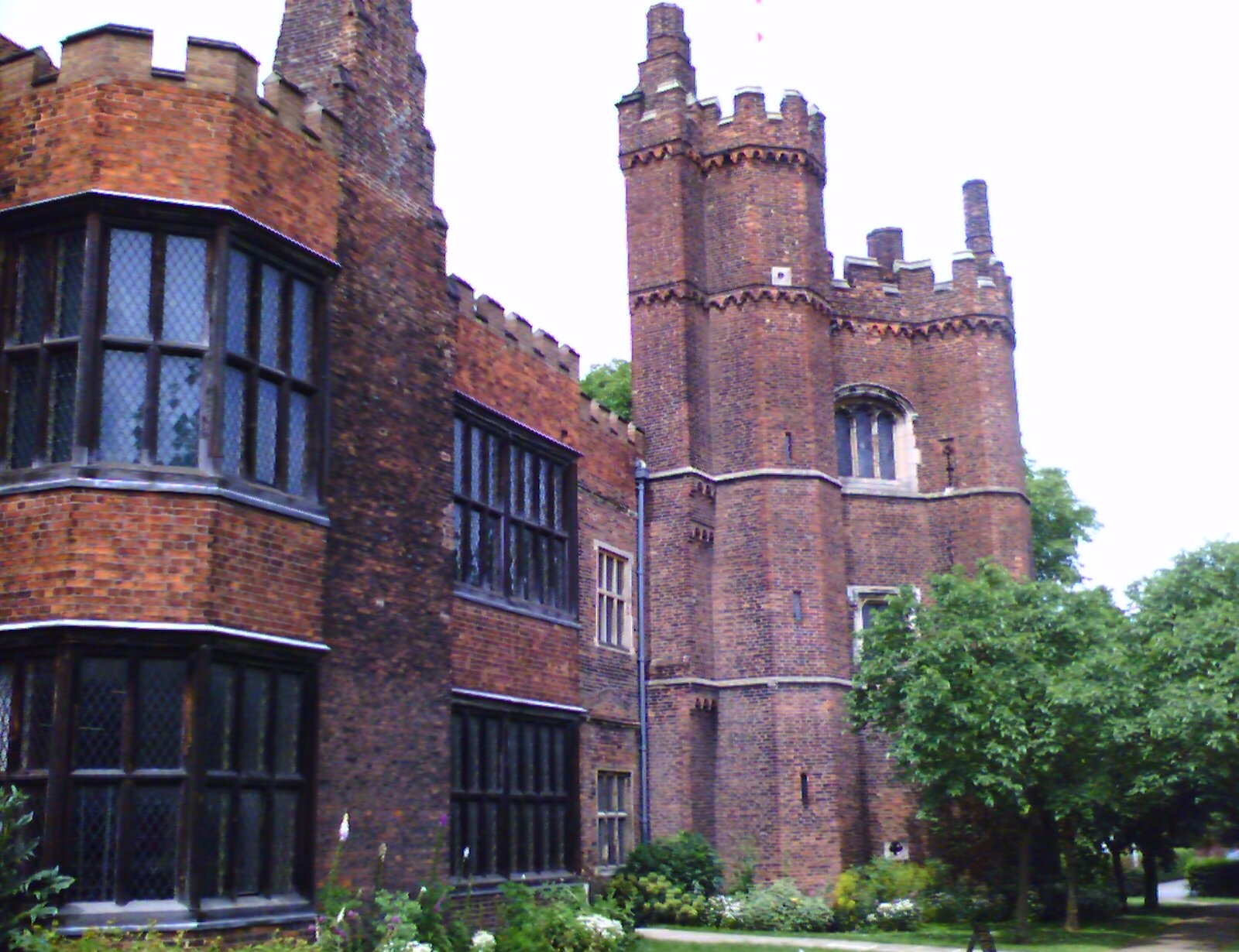
برج تالار قدیمی گینزبورو
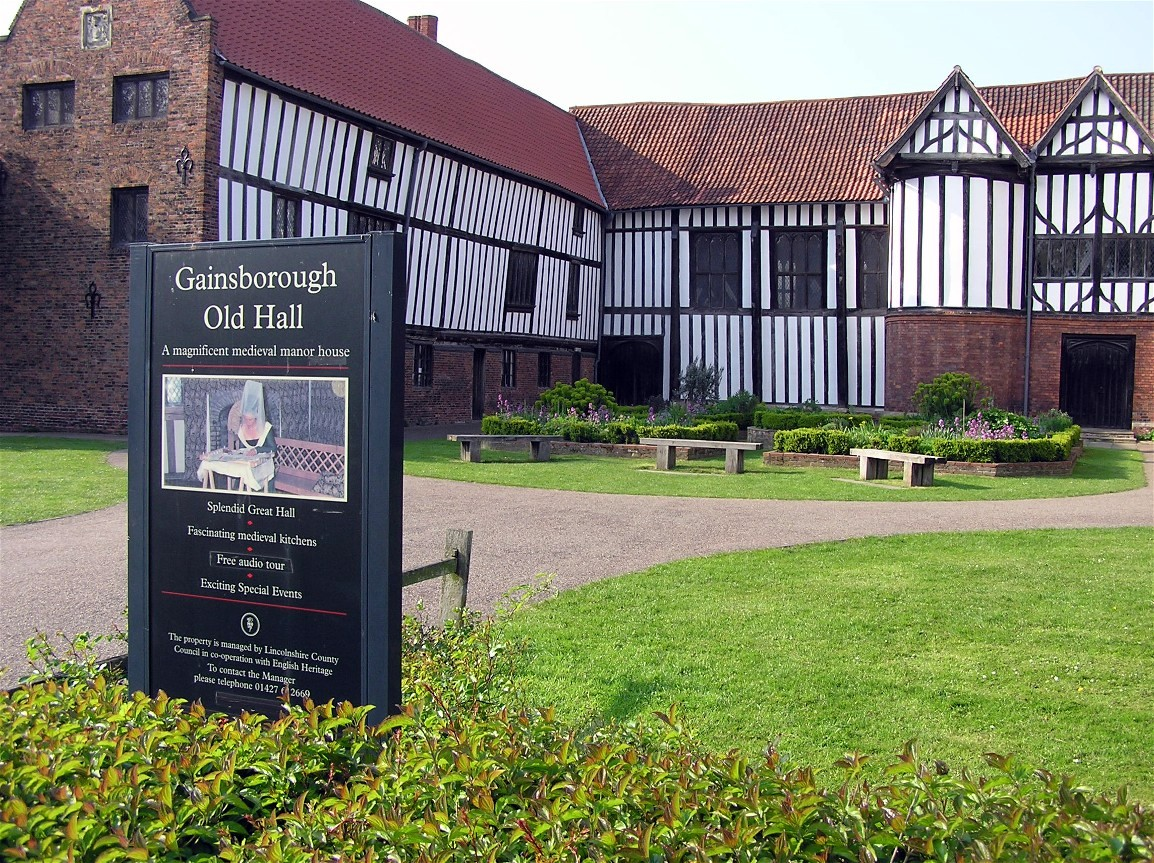
بال غربی و سالن گسترده
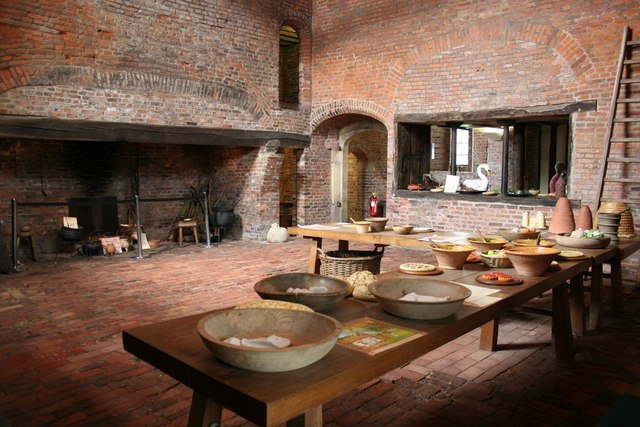
آشپزخانه تالار قدیمی
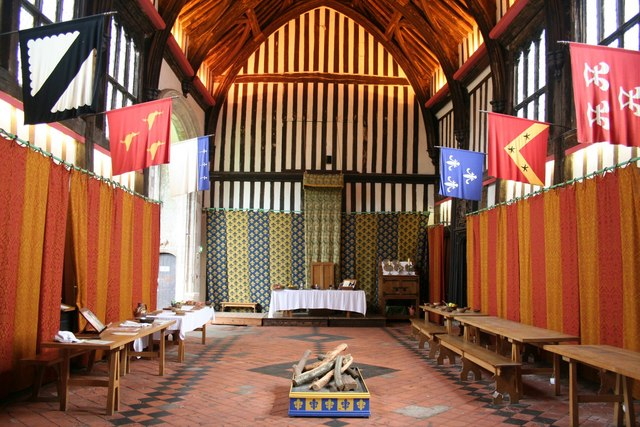
سالن بزرگ تالار قدیمی